# Rhododendron lapponicum
Espèce
Le rhododendron lapon (Rhododendron lapponicum) est une espèce du genre Rhododendron. C'est une plante qui a une distribution circumpolaire.